# Margaret Illmann

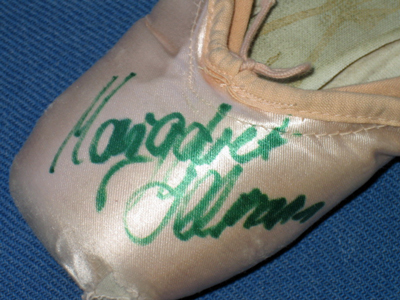
Von Margaret Illmann signierte Spitzenschuhe, die sie bei der Abschiedsgala in der Wiener Staatsoper getragen hat

Margaret L. Illmann (* 9. Dezember 1965 in Adelaide, Australien) ist eine australische Prima Ballerina mit weitgefächerter internationaler Karriere. 
In Adelaide, Australien geboren, ging sie nach Kanada, um mit dem National Ballet of Canada zu arbeiten. Von dort hat ihre Karriere sie auf alle wesentlichen Bühnen der Welt geführt. Sie arbeitete und lebte u. a. in Stuttgart und Berlin und jetzt in Perth (Australien). 
Im Broadway-Musical The Red Shoes von Jule Styne (Gershwin Theatre, New York) spielte sie die Victoria Page. Sie spielte auch in Filmen.
Sie erhielt zahlreiche Auszeichnungen, darunter den Theatre World Award, den Fred Astaire Preis, den Berliner Kritikerpreis und 2001 den Deutschen Kritikerpreis. 